# Tom Sawyer (Antheil)
Tom Sawyer, Californian Overture is een compositie van George Antheil. Binnen het raadselachtige oeuvre van deze componist is het een stuk waarover weinig bekend is. Wel bekend is dat het geschreven is in eind 1949 en dat het is geschreven is op verzoek van het St. Louis Symphony Orchestra, dat haar 70e verjaardag wilde vieren. Het is een prettig in het gehoor liggend werk, geschikt als opening van een concert, de diverse stemmen in het orkest worden aan het publiek voorgesteld. De aanvullende titel Californian Overture vormt het raadsel, wilde Antheil nog verder schrijven aan dit werk of moest er nog een vervolg op komen? En wat zou er specifiek Californisch aan zijn? Het is een vrolijk, haast dansbaar muzikaal portret van Tom Sawyer.
Op 18 februari 1950 voerde het St. Louis Symphony Orchestra het uit onder leiding van Vladimir Golschmann.

## Orkestratie
- 2 dwarsfluiten waarvan 1 ook piccolo, 2 hobo’s waarvan 1 ook althobo, 2 klarinetten waarvan 1 ook basklarinet, 2 fagotten waarvan 1 ook contrafagot
- 4 hoorns, 3 trompetten, 3 trombones, 1 tuba
- pauken, 3 man/vrouw percussie, 1  piano
- violen, altviolen, celli, contrabassen

## Discografie
- Uitgave CPO: Radio-Sinfonie-Orchester Frankfurt o.l.v. Hugh Wolff